# Noorwegen op de Olympische Zomerspelen 2008
Noorwegen nam deel aan de Olympische Zomerspelen 2008 in Peking, China. Noorwegen debuteerde op de tweede Zomerspelen in 1900 en deed in 2008 voor de 23e keer mee. Ten opzichte van de vorige editie werden twee gouden medailles minder gewonnen, maar het totale aantal steeg met drie.

## Medailleoverzicht
| Sport       | Olympiër | Discipline            | Medaille |
| ----------- | --- | --------------------- | -------- |
| Atletiek    | Andreas Thorkildsen | speerwerpen (m)       | Goud     |
| Handbal     | Kari Aalvik Grimsbø Katja Nyberg Ragnhild Aamodt Gøril Snorroeggen Else Marthe Sørlie Lybekk Tonje Nøstvold Karoline Dyhre Breivang Kristine Lunde Gro Hammerseng Kari Mette Johansen Marit Malm Frafjord Tonje Larsen Katrine Lunde Haraldsen Linn Kristin Riegelhu | vrouwen               | Goud     |
| Roeien      | Olaf Tufte | skiff (m)             | Goud     |
| Atletiek    | Kjersti Tysse Platzer | 20km snelwandelen (m) | Zilver   |
| Kanovaren   | Eirik Verås Larsen | K-1 1000m (m)         | Zilver   |
| Schietsport | Tore Brovold | skeet (m)             | Zilver   |
| Taekwondo   | Nina Solheim | +67kg (v)             | Zilver   |
| Zwemmen     | Alexander Dale Oen | 100m schoolslag (m)   | Zilver   |
| Zwemmen     | Sara Nordenstam | 200m schoolslag (v)   | Brons    |

## Doping
Het Noorse team had bij de paardensport op het onderdeel springconcours voor teams oorspronkelijk brons gewonnen. Bij de dopingcontrole testte het paar Camiro van ruiter Tony Andre Hansen positief op het middel capsaïcine. Dit middel maakt de benen van het paard gevoeliger. De Internationale Paardensportfederatie FEI besloot eind 2008 om het resultaat van deze combinatie te schrappen. Als gevolg hiervan moest de medaille ingeleverd worden. Het team bestond verder uit Morten Djupvik, Stein Endresen en Geir Gulliksen.

## Deelnemers en resultaten
(m) = mannen, (v) = vrouwen 

### Atletiek
| Olympiër                 | Discipline            | Resultaat | Prestatie |
| ------------------------ | --------------------- | --------- | --- |
| Jaysuma Saidy Ndure      | 100m (m)              | 17e       | serie 8: 3de in 10,37 kwartfinale 4: 4de in 10,14 |
| Jaysuma Saidy Ndure      | 200m (m)              | DNF       | serie 6: 2de in 20,54 kwartfinale 4: 3de in 20,45 halve finale 2: niet gestart |
| Erik Tysse               | 20km snelwandelen (m) | 21e       | 1:22.43 |
| Trond Nymark             | 50km snelwandelen (m) | DNF       | niet gefinisht |
| Erik Tysse               | 50km snelwandelen (m) | 5e        | 3:45.21 |
| Andreas Thorkildsen      | speerwerpen (m)       | Goud      | kwalificatie groep B: 6de met 79,85m finale: 1ste met 90,57m (OR) |
|                          |                       |           | |
| Ezinne Okparaebo         | 100m (v)              | 17e       | serie 10: 2de in 11,32 (NR) kwartfinale 5: 4de in 11,45 |
| Christina Vukicevic      | 100m horden (v)       | 19e       | serie 4: 4de in 13,05 |
| Kirsten Melkevik Otterbu | marathon (v)          | 34e       | 2:34.35 |
| Kjersti Plätzer          | 20km snelwandelen (v) | Zilver    | 1:27.07 |
| Ida Marcussen            | zevenkamp (v)         | 20e       | 100m horden: 31ste in 14,07 hoogspringen: 28ste met 1,71m kogelstoten: 25ste met 12,97m 200m: 25ste in 25,02 verspringen: 20ste met 6,06m speerwerpen: 8ste met 47,37m 800m: 14de in 2.14,96 totaal: 6015 punten |

### Gewichtheffen
| Olympiër     | Discipline | Resultaat | Prestatie                                                   |
| ------------ | ---------- | --------- | ----------------------------------------------------------- |
| Ruth Kasirye | -63kg (v)  | 7e        | trekken: 4de met 103kg stoten: 8ste met 121kg totaal: 224kg |

### Handbal
| Olympiër | Discipline | Resultaat | Prestatie |
| --- | ---------- | --------- | --- |
| Kari Aalvik Grimsbø Katja Nyberg Ragnhild Aamodt Gøril Snorroeggen Else Marthe Sørlie Lybekk Tonje Nøstvold Karoline Dyhre Breivang Kristine Lunde Gro Hammerseng Kari Mette Johansen Marit Malm Frafjord Tonje Larsen Katrine Lunde Haraldsen Linn Kristin Riegelhu | vrouwen    | Goud      | groep A: 1ste W van China: 30-23 W van Angola: 31-17 W van Kazachstan: 35-19 W van Frankrijk: 34-24 W van Roemenië: 24-23 kwartfinale: W van Zweden: 31-24 halve finale: W van Zuid-Korea: 29-28 finale: W van Rusland: 34-27 |

| Groep A |            |             |             |             |             |            |            |            |        |
| #       | Land       | Wedstrijden | Wedstrijden | Wedstrijden | Wedstrijden | Doelpunten | Doelpunten | Doelpunten | Punten |
| #       | Land       | G           | W           | G           | V           | V          | T          | Saldo      | Punten |
| 1       | Noorwegen  | 5           | 5           | 0           | 0           | 154        | 106        | +48        | 10     |
| 2       | Roemenië   | 5           | 4           | 0           | 1           | 150        | 112        | +38        | 8      |
| 3       | China      | 5           | 2           | 0           | 3           | 122        | 135        | -13        | 4      |
| 4       | Frankrijk  | 5           | 2           | 0           | 3           | 121        | 128        | -7         | 4      |
| 5       | Kazachstan | 5           | 1           | 1           | 3           | 109        | 137        | -28        | 3      |
| 6       | Angola     | 5           | 0           | 1           | 4           | 109        | 147        | -38        | 1      |

| Ronde        | Datum  | Plaats    | Land  | Score      | Land |
| ------------ | ------ | --------- | ----- | ---------- | ---- |
| Groepsfase   |        |           |       |            |      |
| 9 augustus   | Peking | Noorwegen | 30-23 | China      |      |
| 11 augustus  | Peking | Angola    | 17-31 | Noorwegen  |      |
| 13 augustus  | Peking | Noorwegen | 35-19 | Kazachstan |      |
| 15 augustus  | Peking | Frankrijk | 24-34 | Noorwegen  |      |
| 17 augustus  | Peking | Noorwegen | 24-23 | Roemenië   |      |
| Kwartfinale  |        |           |       |            |      |
| 19 augustus  | Peking | Noorwegen | 31-24 | Zweden     |      |
| Halve finale |        |           |       |            |      |
| 21 augustus  | Peking | Noorwegen | 29-28 | Zuid-Korea |      |
| Finale       |        |           |       |            |      |
| 23 augustus  | Peking | Noorwegen | 34-27 | Rusland    |      |

### Kanovaren
| Olympiër           | Discipline    | Resultaat | Prestatie                                                                        |
| ------------------ | ------------- | --------- | -------------------------------------------------------------------------------- |
| Eirik Verås Larsen | K-1 500m (m)  | 4e        | serie 1: 2de in 1.36,439 halve finale 3: 2de in 1.41,927 finale: 4de in 1.37,949 |
| Eirik Verås Larsen | K-1 1000m (m) | Zilver    | serie 3: 1ste in 3.29,043 finale: 2de in 3.27,342                                |

### Paardensport
| Olympiër                                                       | Discipline     | Resultaat      | Prestatie |
| Springconcours                                                 | Springconcours | Springconcours | Springconcours |
| -------------------------------------------------------------- | -------------- | -------------- | --- |
| Morten Djupvik                                                 | individueel    | 10e            | kwalificatie: 23ste 1ste ronde: 13de met 1 strafpunt 2de ronde: 34ste met 12 strafpunten 3de ronde: 7de met 4 strafpunten totaal: 17 strafpunten finale: 10de 1ste ronde: 11de met 4 strafpunten 2de ronde: 6de met 4 strafpunten totaal: 8 strafpunten      |
| Stein Endresen                                                 | individueel    | 16e            | kwalificatie: 18de 1ste ronde: 1ste met 0 strafpunten 2de ronde: 8ste met 4 strafpunten 3de ronde: 29ste met 12 strafpunten totaal: 16 strafpunten finale: 16de 1ste ronde: 1ste met 0 strafpunten 2de ronde: 17de met 16 strafpunten totaal: 16 strafpunten |
| Geir Gulliksen                                                 | individueel    | 51e            | kwalificatie: 51ste 1ste ronde: 59ste met 13 strafpunten 2de ronde: 34ste met 12 strafpunten totaal: 25 strafpunten |
| Tony André Hansen                                              | individueel    | DNF            | kwalificatie: niet gefinisht 1ste ronde: gediskwalificeerd |
| Morten Djupvik Stein Endresen Geir Gulliksen Tony André Hansen | team           | DSQ*           | 1ste ronde: 9de met 28 strafpunten 2de ronde: 5de met 21 strafpunten totaal: 49 strafpunten |

- gediskwalificeerd omwille van een positieve dopingtest

### Roeien
| Olympiër   | Discipline | Resultaat | Prestatie |
| ---------- | ---------- | --------- | --- |
| Olaf Tufte | skiff (m)  | Goud      | serie 6: 1ste in 7.20,20 kwarfinale 2: 1ste in 6.53,59 halve finale 1: 2de in 6.58,23 finale: 1ste in 6.59,83 |

### Schermen
| Olympiër          | Discipline | Resultaat | Prestatie                                                                  |
| ----------------- | ---------- | --------- | -------------------------------------------------------------------------- |
| Sturla Torkildsen | degen (m)  | 32e       | 1ste ronde: W van VEN Mejías: 12-11 2de ronde: V van ITA Tagliariol: 10-15 |

### Schietsport
| Olympiër                | Discipline                 | Resultaat | Prestatie                                                                           |
| ----------------------- | -------------------------- | --------- | ----------------------------------------------------------------------------------- |
| Vebjørn Berg            | 10m luchtgeweer (m)        | 22e       | kwalificatie: 22ste met 592 punten (99-99-100-100-96-98)                            |
| Are Hansen              | 10m luchtgeweer (m)        | 19e       | kwalificatie: 19de met 592 punten (98-99-98-99-99-99)                               |
| Vebjørn Berg            | 50m geweer 3 houdingen (m) | 8e        | kwalificatie: 5de met 1172 punten (398-383-391) finale: 8ste met 1266,5 punten      |
| Espen Berg-Knutsen      | 50m geweer 3 houdingen (m) | 30e       | kwalificatie: 30ste met 1160 punten (396-374-390)                                   |
| Vebjørn Berg            | 50m geweer liggend (m)     | 4e        | kwalificatie: 3de met 596 punten (99-99-100-99-99-100) finale: 4de met 699,1 punten |
| Espen Berg-Knutsen      | 50m geweer liggend (m)     | 11e       | kwalificatie: 11de met 594 punten (100-98-99-100-98-99)                             |
| Tore Brovold            | skeet (m)                  | Zilver    | kwalificatie: 2de met 120 punten (25-23-23-25-24) finale: 2de met 145 punten        |
| Harald Jensen           | skeet (m)                  | 12e       | kwalificatie: 12de met 118 punten (24-25-23-24-22)                                  |
|                         |                            |           |                                                                                     |
| Gyda Ellefsplass Olssen | 10m luchtgeweer (v)        | 34e       | kwalificatie: 35ste met 391 punten (97-98-97-99)                                    |
| Kristina Vestveit       | 10m luchtgeweer (v)        | 14e       | kwalificatie: 14de met 395 punten (99-99-98-99)                                     |
| Gyda Ellefsplass Olssen | 50m geweer 3 houdingen (v) | 27e       | kwalificatie: 27ste met 575 punten (195-190-190)                                    |
| Kristina Vestveit       | 50m geweer 3 houdingen (v) | 29e       | kwalificatie: 29ste met 573 punten (198-186-189)                                    |

### Taekwondo
| Olympiër     | Discipline | Resultaat | Prestatie |
| ------------ | ---------- | --------- | --- |
| Nina Solheim | +67kg (v)  | Zilver    | voorronde: W van EGY Abd Rabo: 9-3 kwartfinale: W van MAS Chan: 3-1 halve finale: W van BRA Falavigna: 2-2 finale: V van MEX Espinoza: 1-3 |

### Voetbal
| Olympiër | Discipline | Resultaat | Prestatie |
| --- | ---------- | --------- | --- |
| Marit Fiane Christensen Gunhild Følstad Solveig Gulbrandsen Isabell Herlovsen Guro Knutsen Marie Knutsen Leni Larsen Kaurin Lene Mykjåland Siri Nordby Trine Rønning Marita Skammelsrud Lund Erika Skarbø Ane Stangeland Horpestad Ingvild Stensland Lene Storløkken Elise Thorsnes Melissa Wiik Christine Colombo Nilsen | vrouwen    | 7e        | groep G: 2de W van Verenigde Staten: 2-0 W van Nieuw-Zeeland: 1-0 V van Japan: 1-5 kwartfinale: V van Brazilië: 1-2 |

| Groep G |                  |             |             |             |             |            |            |            |        |
| #       | Land             | Wedstrijden | Wedstrijden | Wedstrijden | Wedstrijden | Doelpunten | Doelpunten | Doelpunten | Punten |
| #       | Land             | G           | W           | G           | V           | V          | T          | Saldo      | Punten |
| 1       | Verenigde Staten | 3           | 2           | 0           | 1           | 5          | 2          | +3         | 6      |
| 2       | Noorwegen        | 3           | 2           | 0           | 1           | 4          | 5          | -1         | 6      |
| 3       | Japan            | 3           | 1           | 1           | 1           | 7          | 4          | +3         | 4      |
| 4       | Nieuw-Zeeland    | 3           | 0           | 1           | 2           | 2          | 7          | -5         | 1      |

| Ronde       | Datum       | Plaats        | Land | Score            | Land |
| ----------- | ----------- | ------------- | ---- | ---------------- | ---- |
| Groepsfase  |             |               |      |                  |      |
| 6 augustus  | Qinhuangdao | Noorwegen     | 2-0  | Verenigde Staten |      |
| 9 augustus  | Qinhuangdao | Nieuw-Zeeland | 0-1  | Noorwegen        |      |
| 12 augustus | Shanghai    | Noorwegen     | 1-5  | Japan            |      |
| Kwartfinale |             |               |      |                  |      |
| 15 augustus | Tianjin     | Brazilië      | 2-1  | Noorwegen        |      |

### Volleybal
| Olympiër                          | Discipline | Resultaat | Prestatie |
| Beach                             | Beach      | Beach     | Beach |
| --------------------------------- | ---------- | --------- | --- |
| Jørre Kjemperud Tarjei Skarlund   | mannen     | 19e       | groep E: 4de V van GER Klemperer/Koreng: 1-2 (21-19, 20-22, 7-15) V van SUI Laciga/Schnider: 0-2 (17-21, 13-21) V van NED Nummerdor/Schuil: 1-2 (21-13, 15-21, 9-15) |
|                                   |            |           | |
| Susanne Glesnes Kathrine Maaseide | vrouwen    | 9e        | groep A: 2de W van BEL Mouha/Van Breedam: 2-0 (24-22, 21-18) V van CHN Tian/Wang: 1-2 (21-17, 14-21, 8-15) W van SUI Kuhn/Schwer: 2-0 (21-11, 21-17) 2de ronde: V van BRA Antunes/Ribeiro: 1-2 (21-12, 19-21, 13-15)                                                         |
| Nila Håkedal Ingrid Tørlen        | vrouwen    | 9e        | groep B: 3de W van JPN Kusuhasa/Saiki: 2-0 (21-8, 21-18) V van USA May-Treanor/Walsh: 0-2 (12-21, 15-21) V van CUB Fernández/Larrea: 0-2 (20-22, 19-21) lucky-loser: W van MEX Candelas/García: 2-1 (20-22, 21-12, 15-11) 2de ronde: V van CHN Tian/Wang: 0-2 (13-21, 15-21) |

### Wielersport
| Olympiër               | Discipline       | Resultaat | Prestatie                                                          |
| BMX                    | BMX              | BMX       | BMX                                                                |
| ---------------------- | ---------------- | --------- | ------------------------------------------------------------------ |
| Sebastian Kartfjord    | mannen           | 28e       | plaatsingsronde: 30ste in 38,688 kwartfinale 4: 8ste met 19 punten |
| Mountainbike           |                  |           |                                                                    |
| Lene Byberg            | vrouwen          | 13e       | 1:53.19                                                            |
| Gunn-Rita Dahle Flesjå | vrouwen          | DNF       | niet gefinisht                                                     |
| Weg                    |                  |           |                                                                    |
| Kurt Asle Arvesen      | wegwedstrijd (m) | 32e       | 6:26.17                                                            |
| Edvald Boasson Hagen   | wegwedstrijd (m) | 71e       | 6:36.48                                                            |
| Lars Petter Nordhaug   | wegwedstrijd (m) | DNF       | niet gefinisht                                                     |
| Gabriel Rasch          | wegwedstrijd (m) | DNF       | niet gefinisht                                                     |
|                        |                  |           |                                                                    |
| Anita Valen de Vries   | wegwedstrijd (v) | 26e       | 3:33.17                                                            |

### Worstelen
| Olympiër         | Discipline     | Resultaat      | Prestatie                                                 |
| Grieks-Romeins   | Grieks-Romeins | Grieks-Romeins | Grieks-Romeins                                            |
| ---------------- | -------------- | -------------- | --------------------------------------------------------- |
| Stig André Berge | -60kg (m)      | 7e             | kwalificatie: vrij 1ste ronde: V van KAZ Tengizbayev: 0-3 |

### Zeilen
| Olympiër                                                 | Discipline       | Resultaat | Prestatie                                       |
| -------------------------------------------------------- | ---------------- | --------- | ----------------------------------------------- |
| Kristian Ruth                                            | laser (m)        | 10e       | 109 punten: (10-11-17-10-3-8-13-21-38-16)       |
|                                                          |                  |           |                                                 |
| Jannicke Stålstrøm                                       | RS:x (v)         | 15e       | 117 punten: (7-DSQ-2-12-9-10-15-13-21-18)       |
| Cathrine Gjerpen                                         | laser radial (v) | 28e       | 202 punten: (26-27-24-27-23-28-23-27-25)        |
| Lise Birgitte Frederiksen Alexandra Koefoed Siren Sundby | yngling (v)      | 9e        | 71 punten: (12-13-5-1-13-12-11-7)               |
|                                                          |                  |           |                                                 |
| Peer Moberg                                              | finn             | 19e       | 107 punten: (23-DSQ-11-19-22-1-DSQ-4)           |
| Frode Bovim Christopher Gundersen                        | 49er             | 13e       | 128 punten: (11-13-18-7-10-8-14-11-13-19-12-11) |

### Zwemmen
| Olympiër        | Discipline           | Resultaat | Prestatie                                                                               |
| --------------- | -------------------- | --------- | --------------------------------------------------------------------------------------- |
| Gard Kvale      | 200m vrije slag (m)  | 27e       | serie 4: 1ste in 1.48,73 (NR)                                                           |
| Gard Kvale      | 400m vrije slag (m)  | 26e       | serie 1: 1ste in 3.50,47 (NR)                                                           |
| Gard Kvale      | 100m schoolslag (m)  | Zilver    | serie 7: 1ste in 59,41 (OR) halve finale 2: 1ste in 59,16 (OR) finale: 2de in 59,20     |
| Gard Kvale      | 200m schoolslag (m)  | 17e       | serie 6: 6de in 2.11,30                                                                 |
| Gard Kvale      | 200m wisselslag (m)  | 25e       | serie 2: 1ste in 2.01,52 (NR)                                                           |
|                 |                      |           |                                                                                         |
| Sara Nordenstam | 200m schoolslag (v)  | Brons     | serie 6: 3de in 2.24,47 halve finale 1: 2de in 2.23,79 (ER) finale: 3de in 2.23,02 (ER) |
| Ingvild Snildal | 100m vlinderslag (v) | 27e       | serie 3: 5de in 59,86 (NR)                                                              |
| Ingvild Snildal | 200m vlinderslag (v) | 33e       | serie 1: 3de in 2.14,53                                                                 |
| Sara Nordenstam | 200m wisselslag (v)  | 23e       | serie 2: 2de in 2.15,13 (NR)                                                            |
| Sara Nordenstam | 400m wisselslag (v)  | 18e       | serie 2: 2de in 4.40,28 (NR)                                                            |

Afghanistan · Albanië · Algerije · Amerikaanse Maagdeneilanden · Amerikaans-Samoa · Andorra · Angola · Antigua en Barbuda · Argentinië · Armenië · Aruba · Australië · Azerbeidzjan · Bahama's · Bahrein · Bangladesh · Barbados · België · Belize · Benin · Bermuda · Bhutan · Bolivia · Bosnië en Herzegovina · Botswana · Brazilië · Britse Maagdeneilanden · Bulgarije · Burkina Faso · Burundi · Cambodja · Canada · Centraal-Afrikaanse Republiek · Chili · China · Chinees Taipei · Colombia · Comoren · Congo-Brazzaville · Congo-Kinshasa · Cookeilanden · Costa Rica · Cuba · Cyprus · Denemarken · Djibouti · Dominica · Dominicaanse Republiek · Duitsland · Ecuador · Egypte · El Salvador · Equatoriaal-Guinea · Eritrea · Estland · Ethiopië · Fiji · Filipijnen · Finland · Frankrijk · Gabon · Gambia · Georgië · Ghana · Grenada · Griekenland · Groot-Brittannië · Guam · Guatemala · Guinee · Guinee‑Bissau · Guyana · Haïti · Honduras · Hongarije · Hongkong · Ierland · IJsland · India · Indonesië · Irak · Iran · Israël · Italië · Ivoorkust · Jamaica · Japan · Jemen · Jordanië · Kaaimaneilanden · Kaapverdië · Kameroen · Kazachstan · Kenia · Kirgizië · Kiribati · Koeweit · Kroatië · Laos · Lesotho · Letland · Libanon · Liberia · Libië · Liechtenstein · Litouwen · Luxemburg · Macedonië · Madagaskar · Malawi · Malediven · Maleisië · Mali · Malta · Marshalleilanden · Marokko · Mauritanië · Mauritius · Mexico · Micronesië · Moldavië · Monaco · Mongolië · Montenegro · Mozambique · Myanmar · Namibië · Nauru · Nederland · Nederlandse Antillen · Nepal · Nicaragua · Nieuw-Zeeland · Niger · Nigeria · Noord-Korea · Noorwegen · Oeganda · Oekraïne · Oezbekistan · Oman · Oostenrijk · Oost‑Timor · Pakistan · Palau · Palestina · Panama · Papoea-Nieuw-Guinea · Paraguay · Peru · Polen · Portugal · Puerto Rico · Qatar · Roemenië · Rusland · Rwanda · Saint Kitts en Nevis · Saint Lucia · Saint Vincent en Grenadines · Salomonseilanden · Samoa · San Marino · Sao Tomé en Principe · Saoedi-Arabië · Senegal · Servië · Seychellen · Sierra Leone · Singapore · Slovenië · Slowakije · Soedan · Somalië · Spanje · Sri Lanka · Suriname · Swaziland · Syrië · Tadzjikistan · Tanzania · Thailand · Togo · Tonga · Trinidad en Tobago · Tsjaad · Tsjechië · Tunesië · Turkije · Turkmenistan · Tuvalu · Uruguay · Vanuatu · Venezuela · Verenigde Arabische Emiraten · Verenigde Staten · Vietnam · Wit-Rusland · Zambia · Zimbabwe · Zuid-Afrika · Zuid-Korea · Zweden · Zwitserland
Uitgesloten van deelname: Brunei